# Dubynowe
Dubynowe (ukrainisch Дубинове; russisch Дубиново Dubinowo) ist ein Dorf im äußersten Nordosten der ukrainischen Oblast Odessa mit etwa 1455 Einwohnern (2024) und einer Fläche von 4,2 km².

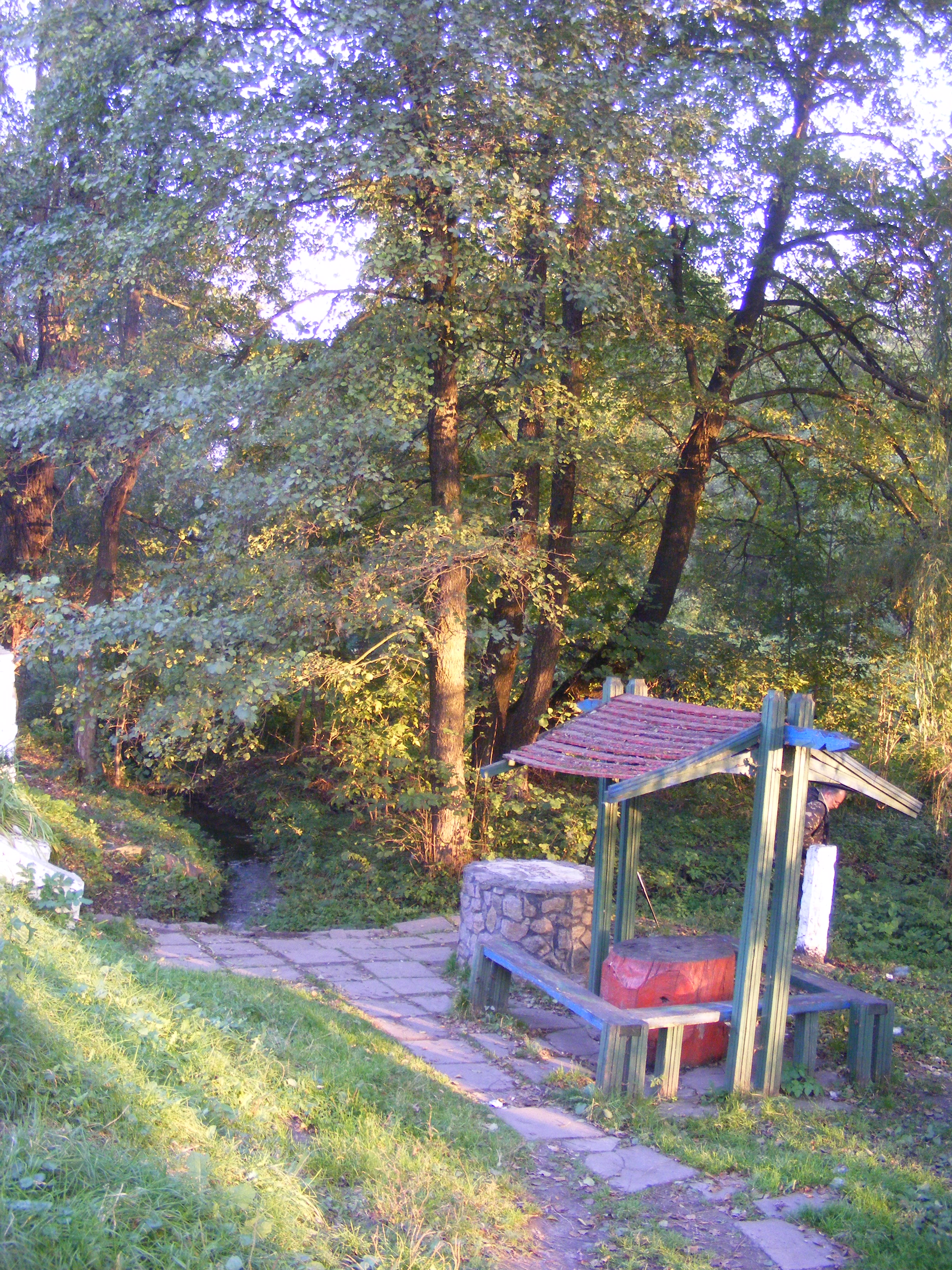
Quelle „Ohrud“ (Джерело «Огруд»), ein hydrologisches Naturdenkmal im Gemeindegebiet von Dubynowe

Das 1724 gegründete Dorf liegt auf 100 m Höhe 17 km westlich vom ehemaligen Rajonzentrum Sawran am Ufer des Südlichen Bugs, einem 857 km langen Zufluss zum Schwarzen Meer.
Im Osten vom Dorf kreuzt sich die Regionalstraße P–54 mit der Fernstraße M 05 / E 95, die hier nach Norden über den Südlichen Bug in die Oblast Kirowohrad und im weiteren Verlauf nach Kiew und in Richtung Süden in die 200 km entfernte Oblasthauptstadt Odessa führt.
Am 12. Juni 2020 wurde das Dorf ein Teil der Siedlungsgemeinde Sawran; bis dahin bildete es zusammen mit dem Dorf Sljussarewe (Слюсареве) die Landratsgemeinde Dubynowe (Дубинівська сільська рада/Dubyniwska silska rada) im Nordosten des Rajons Sawran.
Seit dem 17. Juli 2020 ist es ein Teil des Rajons Podilsk.